# Udzsebten
Udzsebten ókori egyiptomi királyné volt, a VI. dinasztiabeli II. Pepi fáraó egyik felesége.
Címei: Örökös hercegnő (ỉrỉỉ.t-pˁt), Aki látja Hóruszt és Széthet (m33.t-ḥrw-stš), A jogar úrnője (wr.t-ḥts), A király felesége (ḥm.t-nỉswt), Men-anh-Noferkaré szeretett királyi felesége (ḥm.t-nỉswt mrỉỉ.t=f mn-ˁnḫ-nfr-k3-rˁ), Hórusz segítője (ḫt-ḥrw), A Két Úrnő szeretettjének hitvese (zm3.t mrỉỉ-nb.tỉ).
Szakkarában temették el egy piramisban, piramiskomplexumához a piramison kívül egy kis halotti templom és egy kultikus piramis tartozott, mindezt két fal vette körül. Egy korabeli felirat szerint piramisa csúcsát egykor arany fedte.